# Espoo
Espoo ou Esbo (finlandês: Espoo, PRONÚNCIA; sueco: Esbo;  PRONÚNCIA) é uma cidade e comuna localizada na costa sul da Finlândia, com uma população de 314 821 habitantes (estimativa de 2024), o que a torna a 2ª mais populosa do país.
Faz parte da Área Metropolitana de Helsínquia, composta por Helsínquia, Espoo, Vantaa e Kauniainen.                    É uma cidade com povoamento disperso por várias áreas urbanas, tendo o seu centro administrativo junto à estação ferroviária.

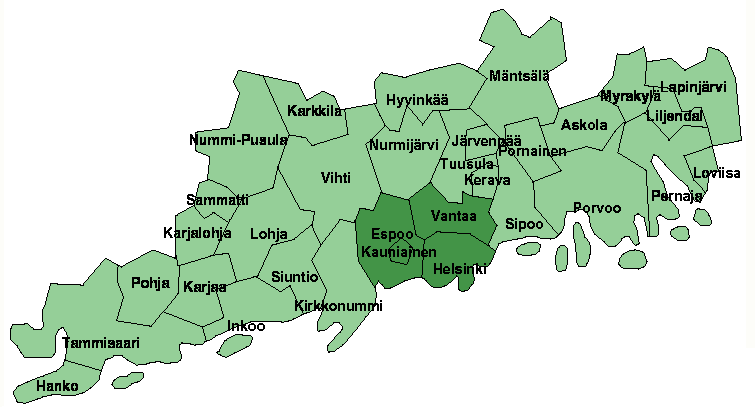
Municípios da região de Uusimaa.

Pertence à região de Uusimaa (finlandês: Uusimaa, sueco: Nyland).
Compartilha a fronteira leste com Helsínquia e Vantaa. Também faz fronteiras com os municípios de Nurmijärvi e Vihti a norte, e de Kirkkonummi a oeste.

É uma cidade bilingue (tvåspråkig) com o finlandês como língua maioritária (majoritetsspråk).                                                                                                    72% da população fala finlandês como sua língua materna, e 7% utiliza o sueco como primeira língua (2022). 

## História
A colonização sueca começou no século XII.    
Em 1458, Espoo ascendeu a paróquia independente.                                                   
Gustav Vasa fundou uma mansão real em 1556.
                                                                
A chegada do caminho de ferro costeiro em 1903, fez desenvolver a agricultura e fez aumentar a população.                               Após a Segunda Guerra Mundial, o rápido crescimento da área metropolitana de Helsínquia contribuiu para o aparecimento de comunidades suburbanas em Espoo.
                
Em 1972, recebeu o estatuto de cidade, e depois disso tem tido o crescimento mais rápido do país, sendo atualmente a segunda maior área urbana em termos de população.

## Educação
Espoo conta com uma instituição de ensino superior -  a Univerrsidade de Aalto (finlandês: Aalto-yliopisto , sueco: Aalto-universitetet).

## Património histórico, cultural e turístico
A cidade dispõe de um património turístico e cultural, onde pode ser destacado:

- Parque Nacional de Nuuksio (finlandês: Nuuksion kansallispuisto, sueco: Noux nationalpark ; parque nacional a noroeste de Espoo, com 43 lagos e grandes florestas)
- Museu de Arte de Espoo (sueco: Esbo moderna konstmuseum; inglês: Espoo Museum of Modern Art; o maior museu de arte da Finlândia)
- Catedral de Esbo (finlandês: Espoon tuomiokirkko, sueco: Esbo domkyrka ; catedral do século XV)
- Museu Gallen-Kallela (finlandês: Gallen-Kallelan Museo, sueco: Gallen-Kallela museet ; museu privado dedicado ao artista Akseli Gallen-Kallela)
- Tapiola (finlandês: Tapiola ; uma cidade-jardim moderna, reconhecida internacionalmente pelo seu design)

É a cidade natal do piloto de Fórmula 1, Kimi Räikkönen, e também sede da multinacional de celulares, a Nokia, da  desenvolvedora de jogos, Rovio Mobile e da banda de death metal Children of Bodom.